# Aaron Thompson
Aaron Marshall Thompson (né le 28 février 1987 à Beaumont, Texas, États-Unis) est un lanceur gaucher de la Ligue majeure de baseball.

## Carrière
Aaron Thompson est un choix de première ronde des Marlins de la Floride en 2005. Alors qu'il évolue en ligues mineures, Thompson est échangé aux Nationals de Washington le 31 juillet 2009 en retour du joueur de premier but Nick Johnson. En décembre 2010, les Pirates de Pittsburgh le réclament des Nationals via la procédure de ballottage.

### Pirates de Pittsburgh
Thompson fait ses débuts dans le baseball majeur avec Pittsburgh le 24 août 2011 contre les Brewers de Milwaukee. Ses trois autres sorties pour Pittsburgh sont comme releveur. Sa moyenne de points mérités s'élève à 7,04 en sept manches et deux tiers lancées.

### Twins du Minnesota
Le 15 décembre 2011, il signe un contrat des ligues mineures avec les Twins du Minnesota. Il fait un retour dans les majeures en 2014 après deux saisons entières dans les mineures, jouant 7 matchs avec les Twins. Il accorde deux points mérités en 7 manches et un tiers pour une moyenne de points mérités de 2,45 avec 6 retraits sur des prises. Thompson passe trois ans (2012 à 2014) essentiellement en ligues mineures, ne faisant que ces 7 apparitions au monticule pour les Twins en 2014. C'est en 2015 qu'il a sa première chance de faire partie d'un effectif des ligues majeures alors qu'il entre en jeu dans 41 matchs des Twins. Sa moyenne de points mérités s'élève à 5,01 en 32 manches et un tiers lancées.